# Marchamalo
Marchamalo település Spanyolországban, Guadalajara tartományban. Marchamalo Guadalajara, Cabanillas del Campo és Fontanar községekkel határos. Lakosainak száma 8497 fő (2024).

## Népesség
A település népessége az utóbbi években az alábbiak szerint változott:
| Lakosok száma | 4303 | 4548 | 4792 | 5252 | 6042 | 6664 | 7200 | 7474 | 7889 | 8497 |
|               | 2001 | 2004 | 2006 | 2009 | 2011 | 2014 | 2016 | 2019 | 2021 | 2024 |